# 1893 a jogalkotásban
1893-ban az alábbi jogszabályokat alkották meg:

## Magyarország

### Törvények
- 1893. évi I. törvénycikk A véderőről szóló 1889. évi VI. törvénycikk 14. §-a harmadik bekezdésének módositásáról és az 1893. évben kiállitandó ujonczok megajánlásáról
- 1893. évi II. törvénycikk A ragadós tüdőlob kiirtásáról
- 1893. évi III. törvénycikk Az országos nemzeti kiállitás költségeinek fedezéséről
- 1893. évi IV. törvénycikk Az állami tisztviselők, altisztek és szolgák illetményeinek szabályozásáról, és a megyei törvényhatóságok állami javadalmazásának felemeléséről
- 1893. évi V. törvénycikk Az 1893. év első negyedében viselendő közterhekről és fedezendő állami kiadásokról szóló 1892. évi XXVIII. törvénycikk hatályának az 1893. évi május végéig való kiterjesztéséről
- 1893. évi VI. törvénycikk Az országgyűlési képviselők tiszteletdijának átalány-összegben leendő megállapitásáról
- 1893. évi VII. törvénycikk Az 1893. évi államköltségvetésről
- 1893. évi VIII. törvénycikk Az 1890. évi közösügyi zárszámadásra alapitott végleges leszámolás szerint Magyarország terhére mutatkozó tartozás fedezéséről és az 1892. évi közösügyi kiadásokra Magyarország által pótlólag fizetendő összegről
- 1893. évi IX. törvénycikk A m. kir. államvasutakon szükséges némely munkálatok költségeinek fedezéséről
- 1893. évi X. törvénycikk Az aradi és csanádi egyesült vasutak részvénytársaság hálózatához tartozó vasutvonalak engedélyokmányainak és engedélyokiratainak egyesitéséről
- 1893. évi XI. törvénycikk A balaton-szent-györgy-somogy-szobbi helyi érdekü vasut engedélyezéséről
- 1893. évi XII. törvénycikk A békés-csanádi helyi érdekü vasut engedélyezése tárgyában
- 1893. évi XIII. törvénycikkAz igazságügyi palotáról és költségeinek fedezéséről
- 1893. évi XIV. törvénycikk A fő- és székvárosban két állami Duna-hid épitéséről
- 1893. évi XV. törvénycikk A horvát-szlavonországi gyógyfürdő-helyeken emelt uj épületek ideiglenes házadómentességéről
- 1893. évi XVI. törvénycikk A Duna folyam fajszi és Bogyiszló-Baja közötti szakaszainak szabályozásáról
- 1893. évi XVII. törvénycikk A Rábán és mellékfolyóin az 1885. évi XV. törvénycikkel elrendelt szabályozás hátralevő részének befejezéséről
- 1893. évi XVIII. törvénycikk A sommás eljárásról
- 1893. évi XIX. törvénycikk A fizetési meghagyásokról
- 1893. évi XX. törvénycikk A Szerbiával 1892. évi augusztus 9-én kötött kereskedelmi szerződés becikkelyezéséről
- 1893. évi XXI. törvénycikk A Szerbiával 1892. évi augusztus hó 9-én kötött állategészségügyi egyezmény becikkelyezéséről
- 1893. évi XXII. törvénycikk A tengeri szabad hajózást űző magyar kereskedelmi hajóknak állami segélyben és kedvezményekben való részesitéséről
- 1893. évi XXIII. törvénycikk A mesterséges borok készitésének és azok forgalomba hozatalának tilalmazásáról
- 1893. évi XXIV. törvénycikk A Romániával a védjegyek kölcsönös oltalma tárgyában 1893. évi január 28-án kötött egyezmény becikkelyezéséről
- 1893. évi XXV. törvénycikk A Svéd- és Norvégországgal 1873. évi november 3-án kötött, és az 1874. évi XII. törvénycikkbe iktatott kereskedelmi és hajózási szerződés VI. Cikkének módositása iránt 1892. évi április 25-én létrejött nyilatkozat becikkelyezéséről
- 1893. évi XXVI. törvénycikk A községi, valamint a hitfelekezetek által fentartott elemi iskolákban működő tanitók és tanitónők fizetésének rendezéséről
- 1893. évi XXVII. törvénycikk A Koreával 1892. évi junius 23-án kötött barátsági, kereskedelmi és hajózási szerződés becikkelyezéséről
- 1893. évi XXVIII. törvénycikk Az ipari és gyári alkalmazottaknak baleset elleni védelméről és az iparfelügyelőkről
- 1893. évi XXIX. törvénycikk A főrendiházban örökös tagsági joggal biró családok Horvát-Szlavonországokban állandóan lakó tagjainak nyilvántartásáról
- 1893. évi XXX. törvénycikk Az 1880:LXVI. törvénycikk pótlásáról
- 1893. évi XXXI. törvénycikk Az 1894. évi államköltségvetésről
- 1893. évi XXXII. törvénycikk A kir. Curia és kir. itélőtáblák itélőbiráinak szaporitásáról és az 1877. évi V. törvénycikk módositásáról
- 1893. évi XXXIII. törvénycikk Budapest székes főváros kerületi előljáróságairól
- 1893. évi XXXIV. törvénycikk A csomagokban árult cikkek mennyiség-tartalmának helyes megjelöléséről
- 1893. évi XXXV. törvénycikk Az 1894. évben kiállitandó ujonczok megajánlásáról
- 1893. évi XXXVI. törvénycikk A csendőrtiszti állomány kiegészitéséről
- 1893. évi XXXVII. törvénycikk A népfölkelés némely csoportjainak jelentkezési kötelezettségéről
- 1893. évi XXXVIII. törvénycikk Kereskedelmi viszonyainknak Spanyolországgal való ideiglenes rendezéséről
- 1893. évi XXXIX. törvénycikk A Gunjától Bosznia határáig vezetendő helyi érdekü vasut engedélyezéséről
- 1893. évi XL. törvénycikk A budapest-esztergomi helyi érdekü vasut engedélyezése tárgyában
- 1893. évi XLI. törvénycikk Az 1878. évi XX. törvénycikkbe iktatott és az 1887. évi XXIV. törvénycikkel meghosszabbitott vám- és kereskedelmi szövetség XVI. Cikkének módositásáról